# إيلين شرايبر
إيلين شرايبر (بالإنجليزية: Ellen Schreiber)‏ هي كاتِبة وكاتبة للأطفال أمريكية، ولدت في 26 يناير 1967 في سينسيناتي في الولايات المتحدة.